# CAセガジョイポリス
CAセガジョイポリス株式会社（英:CA Sega Joypolis Ltd.）は、ジョイポリスなどのエンタテイメントパークの企画・開発・運営部門を行なう日本の企業。China Theme Park Limitedの連結子会社。旧社名は株式会社セガ・ライブクリエイション。
本項目では株式会社セガ時代のエンタテインメントパークについても述べるものとする。

## 概要
セガは、エンタテイメントパークであるジョイポリスを1994年7月開業の横浜ジョイポリスを皮切りに各地に開業させ、2013年8月にBBCワールドワイドとの共同プロジェクトでOrbi Yokohamaを開業した。セガサミーホールディングスは2014年5月9日にセガサミーグループ各事業の収益構造を見直し、かつ成長分野への経営資源投入を可能とする事を整備する事を目的として、「グループ構造改革本部」を設置した。
セガサミーホールディングスは2014年10月31日に、グループをエンタテインメントコンテンツ事業・遊技機事業・リゾート事業の3事業グループへの再編、収益性の抜本的改善の取り組み、セガ構造改革担当に関する人事の3点を発表し、2015年1月30日に国内における事業効率化の実施、希望退職者の募集を柱とするセガグループの構造改革を発表した。
2015年2月12日にグループ再編が発表され、2015年4月1日付で、東京ジョイポリス・梅田ジョイポリスとOrbi Yokohamaなどのエンタテイメントパークの企画・開発・運営事業をセガ・ライブクリエイションとしてセガから新設分割で設立した。当社は同日付でセガから新設分割で設立された持株会社（中間持株会社）であるセガホールディングスの子会社ではなく、セガサミーホールディングスの連結子会社となると同時に、セガサミーグループのリゾート事業に組み入れられた。

### 香港企業へ売却
セガサミーホールディングスは更なる構造改革の一環として、2016年10月31日に、セガサミーホールディングスが保有するセガ・ライブクリエイション株式の85.1%と世嘉(青島)娯楽有限公司の全株式、不採算事業となっていた東京ジョイポリス並びに梅田ジョイポリスの運営権、セガ・リパブリックのライセンス権を上海ジョイポリスのライセンスアウト先である中国・香港の華夏動漫形象有限公司（China Animation Characters Company Limited）の子会社であるチャイナ・テーマパーク（China Theme Park Limited）に2017年1月1日付で6億円で譲渡することを発表した。
セガサミーホールディングスが保有する株式の内、85.1%は予定通り2017年1月1日付でチャイナ・テーマパークへ譲渡され、同時に商号を株式会社セガ・ライブクリエイションからCAセガジョイポリス株式会社に変更した。セガサミーホールディングスのCAセガジョイポリスの株式保有比率は14.9%となったと同時に、セガサミーグループからも離脱した。また、東京ジョイポリスと梅田ジョイポリスはチャイナ・テーマパーク傘下の下で運営すると同時に、セガサミーグループは22年間続けてきたジョイポリスの運営から撤退し、セガサミーグループにおけるリゾート事業をフェニックスリゾート（シーガイア）とパラダイスシティー（韓国の統合型リゾート）に資源を集中させる。なお、Orbi（Orbi YokohamaとOrbi Osaka）は華夏動漫形象有限公司への譲渡対象にはならず、Orbiは同年1月1日以降、セガ・ライブクリエイションの会社分割を実施した上で、セガホールディングスへ運営移管されている。

## 沿革
- 2015年
  - 4月1日 - 株式会社セガ・ライブクリエイションとして設立。同時に東京ジョイポリス・梅田ジョイポリス・Orbi Yokohamaの運営並びにセガ・リパブリックのライセンス権をセガから移管。
  - 7月3日 - 海外初となるジョイポリスである青島ジョイポリスを現地企業との合弁で開業[10]。
  - 9月1日 - 株式会社ディー・バイ・エル・クリエイションから、ライブ興行事業及びデジタルライブコンテンツ事業に関する権利義務を吸収分割により譲受[11]。
- 2016年
  - 1月29日 - Orbi初のライセンス施設であるOrbi Osakaが開業[12][13]。
  - 6月1日 - デジタルコンテンツ開発事業を、セガ・インタラクティブへ吸収分割で移管[14][15]。
- 2017年
  - 1月1日 - セガサミーホールディングスが保有する株式の内、85.1%をChina Theme Park Limitedへ譲渡し、セガ・ライブクリエイションはChina Theme Park Limitedの連結子会社になると同時に、商号をCAセガジョイポリス株式会社へ商号変更。同時にセガ・ライブクリエイションの会社分割を実施し、Orbi（Orbi Yokohama・Orbi Osaka）の各種権利をセガホールディングスへ吸収分割の上で移管[16]。
  - 7月5日 - 本社をカナルサイドビルからケイヒン東大井ビルへ移転。
- 2018年
  - 5月6日 - 梅田ジョイポリスが閉館[17]。

## 運営するテーマパーク

### 国内
- 東京ジョイポリス

### 海外
- 青島ジョイポリス（青島）
- 上海ジョイポリス（上海）

## かつて運営していたテーマパーク
- Orbi - 2017年1月1日付でセガホールディングスへ運営移管。
  - Orbi Yokohama
  - Orbi Osaka
- セガ・リパブリック（ドバイ） - 2017年に閉鎖。
- 梅田ジョイポリス - 2018年5月6日に閉鎖。